# Барон Кинросс

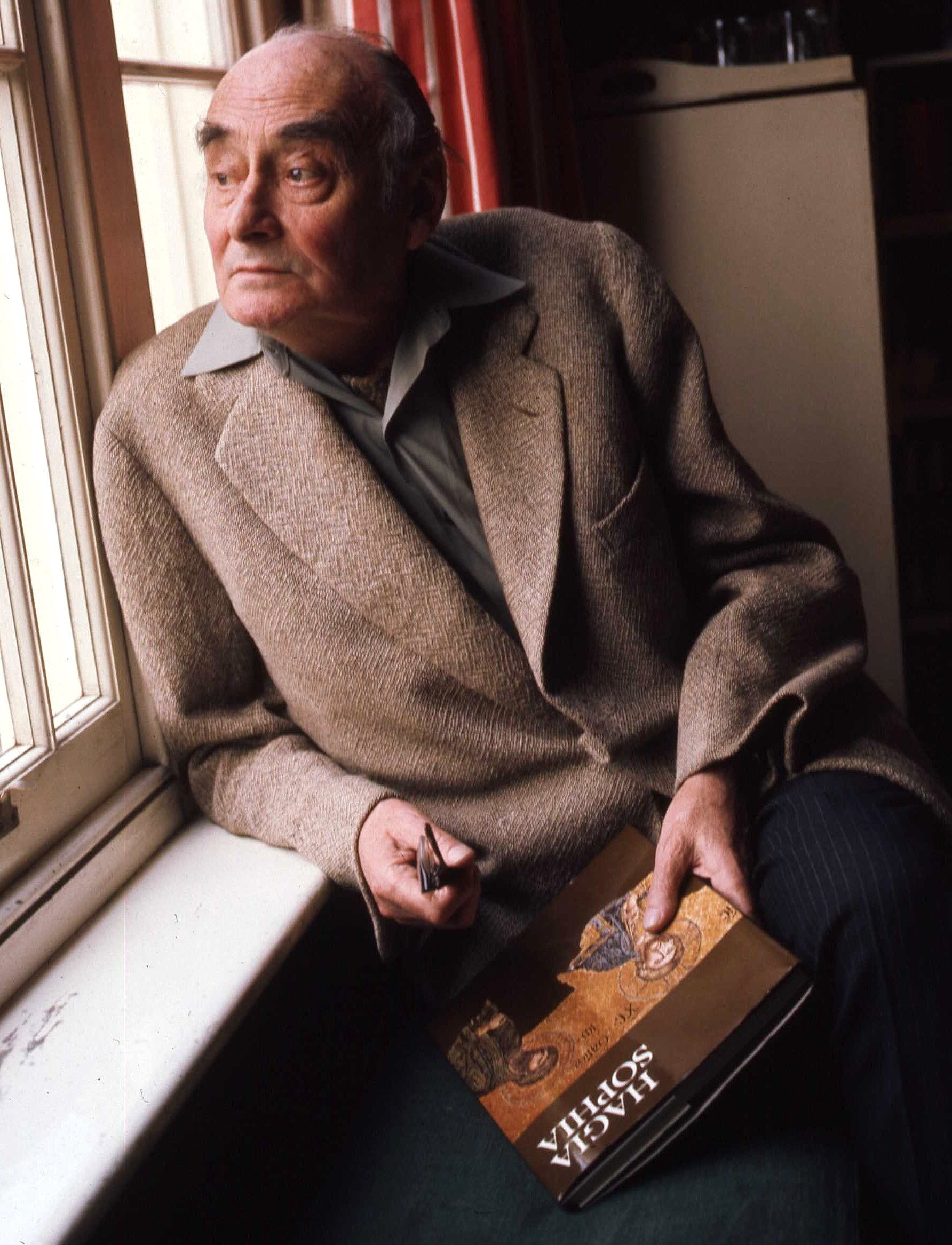
Джон Патрик Дуглас Бальфур, 3-й барон Кинросс

Барон Кинросс из Гласклуна в графстве Хаддингтон — наследственный титул в системе Пэрства Соединённого королевства. Он был создан 15 июля 1902 года для шотландского юриста Джона Бальфура (1837—1905), либерального политика и лорда-председателя сессионного суда. Его внук, Патрик Бальфур, 3-й барон Кинросс (1904—1976), был историком и журналистом. 
По состоянию на 2025 год носителем титула являлся племянник последнего, Кристофер Патрик Бальфур, 5-й барон Кинросс (род. 1949), который наследовал своему отцу в 1985 году.

## Бароны Кинросс (1902)
- 1902—1905: Джон Блэр Бальфур, 1-й барон Кинросс (11 июля 1837 — 22 января 1905), второй сын преподобного Питера Бальфура (1794—1862). Депутат Палаты общин от Клакманнана и Кинросса (1880—1899), генеральный солиситор Шотландии (1880—1881), лорд-адвокат (1881—1885, 1886, 1892—1895), лорд председатель Сессионного суда (1899—1905);
- 1905—1939: Патрик Бальфур, 2-й барон Кинросс (23 апреля 1870 — 28 июля 1939), единственный сын предыдущего от первого брака;
- 1939—1976: Джон Патрик Дуглас Бальфур, 3-й барон Кинросс (25 июня 1904 — 4 июня 1976), старший сын предыдущего;
- 1976—1985: Дэвид Эндрю Бальфур, 4-й барон Кинросс (29 марта 1906 — 20 июля 1985), младший брат предыдущего;
- 1985 — настоящее время: Кристофер Патрик Бальфур, 5-й барон Кинросс (род. 1 октября 1949), единственный сын предыдущего от второго брака;
  - Наследник титула: достопочтенный Алан Иэн Бальфур (род. 4 апреля 1978), старший сын предыдущего.

Все четыре умерших барона Кинросс похоронены на южном конце «Ряда лордов» на кладбище Дин в Эдинбурге.